# جريمة قتل كرسي باث برايلي
كانت جريمة قتل كرسي باث رايلي حادثة قتل أب وقعت عام 1943 حيث قُتل رجل معاق في رايلي بإسيكس في إنجلترا. حيث ثبتت قنبلة مضادة للدبابات على كرسيه المتحرك المغطى وهي وسيلة نقل تُعرف باسم كرسي الباث. وكان من المعروف عن الضحية أرشيبالد براون أنه كان مسيئًا لعائلته. واعترف إريك الذي كان يبلغ من العمر 19 عامًا في ذلك الوقت بقتل والده البالغ من العمر 47 عامًا وزعم أن هذا الاعتداء كان دافعه. ثم أُعلن أن الابن مجنون أثناء المحاكمة وسُجن حتى عام 1975.

## الحادثة
في الساعة 1:45 بعد الظهر يوم الجمعة 23 يوليو 1943 ذهبت الممرضة دوريس إيرين ميتشل إلى ملجأ الغارات الجوية حيث حفظ كرسي الاستحمام الخاص ببراون. ووجدت أن الباب كان مغلقاً من الداخل وعند عودتهما مع السيدة براون التقيا بإيريك براون الذي كان يبلغ من العمر 19 عاما آنذاك وهو يخرج. حيث كان إيريك منزعجًا ومراوغًا. ثم أخذت السيدتان الكرسي المتحرك إلى المنزل وساعدتا أرشيبالد على الدخول. وكان براون يرتدي بيجامة ورداء حمام ومغطى بسجادة سفر منقوشة. وأخرجت ميتشل أرشيبالد براون من المنزل. وبعد أن سارت لمسافة ميل تقريبًا تحرك براون على ما يبدو أثناء بحثه عن سيجارة في جيبه. وبعد أن توقفت ميتشل لإشعال السيجارة عادت إلى ظهر الكرسي ودفعتها إلى الأمام. في غضون نصف دزينة من الخطوات كان هناك انفجار عنيف. وأصيبت ميتشل بجروح في ساقها وعلى مدى قدرتها على الرؤية فقد اختفى براون وكرسي الاستحمام الخاص به تمامًا. ثم عثرت الشرطة على أجزاء من الجثة على جانب الطريق وفي الأشجار والحدائق القريبة.

## التحقيق
وسرعان ما استبعدوا العمل العدائي باعتباره سبب الانفجار. وتوصل الخبراء إلى أن السبب هو قنبلة هوكينز البريطانية – وهي نوع من الألغام المضادة للدبابات التي تنفجر عند كسر أمبولة زجاجية مملوءة بحمض. لقد وضع الجهاز تحت وسادة كرسي الباث. بُدء بالتحقيق الرسمي في جريمة القتل. وأجريت مقابلة مطولة مع دوريس براون في مركز شرطة رايلي. فلقد اتضح أنه مع أن أرشيبالد براون كان معاقًا وغير قادر على المشي فإن قوة إرادته لم تتضاءل: فقد كان يحكم زوجته وابنه الأكبر بقسوة. ولم يكن يُسمح لزوجته بزيارة والدتها في روشفورد القريبة وكان أرشيبالد براون يقرع الجرس باستمرار لجذب انتباه زوجته حتى لو كان يرى أن زهرة واحدة ليست في مكانها في المزهرية. كما كان إريك براون يتعرض للضرب والإذلال باستمرار. ثم صرحت دوريس براون أن زوجها أصبح يكرهها بصفة متزايدة. ولاحظ إيريك أيضًا التدهور في سلوك أرشيبالد لكنه أحب ممرضته الجديدة ومشيهما معًا.

## الاعتقال والمحاكمة
وقع اللوم على إيريك براون. وكان قد حضر محاضرات في السابق حول نفس اللغم المستخدم في جريمة القتل وبعد انضمامه إلى الجيش البريطاني قبل بضع سنوات كانت لديه إمكانية الوصول إلى متجر أسلحة في سبيلسبي. وفي النهاية اعترف إريك براون بأن أفعاله كانت بسبب موقف أرشيبالد براون المسيء له ولأمه. ثم في 21 سبتمبر 1943 قدموه للمحاكمة في محكمة إسيكس. وبدأت المحاكمة في 4 نوفمبر، حيث حوكم إريك براون في قاعة شاير بتشيلمسفورد وأعلن أنه مجنون. وقد أُطلق سراحه في عام 1975.